# Siraster tuberculatus
Siraster tuberculatus är en sjöstjärneart som beskrevs av Hubert Lyman Clark 1915. Siraster tuberculatus ingår i släktet Siraster och familjen ledsjöstjärnor. Inga underarter finns listade i Catalogue of Life.